# Murlo
Murlo è un comune italiano di 2 459 abitanti della provincia di Siena in Toscana.
La maggior parte della popolazione comunale risiede a Vescovado e Casciano. Vescovado è anche sede della casa comunale.

## Geografia fisica
Il territorio, esclusivamente collinare, è compreso tra la valle della Merse e la val d'Arbia. Il paesaggio presenta colline alte e boschive sul versante del fiume Merse andando verso la Maremma grossetana; invece, sul versante del fiume Arbia, le colline sono basse e più morbide tipico delle crete senesi.
- Diffusività atmosferica: media, Ibimet CNR 2002

## Origini del nome
Il toponimo deriva dal latino murulus ("muretto"), col significato di "luogo murato", ma potrebbe anche derivare dal latino mus ("topo") visti i topi rampanti sui più antichi stemmi comunali.

## Storia
La storia locale è strettamente legata a quella del suo feudo vescovile. Nel territorio di Murlo sono stati ritrovati numerosi reperti etruschi, provenienti da un palazzo etrusco del VI secolo a.C., conservati presso il locale Museo "Antiquarium di Poggio Civitate" sito nel centro storico.
In epoca medievale fu di proprietà della famiglia Buracchi, successivamente comprato da Andrea Piccolomini nel 1464
Dal 1589 al 1778 fu sede, dell'omonimo feudo vescovile, cioè della signoria ecclesiastica retta in seguito dall'arcidiocesi di Siena-Colle di Val d'Elsa-Montalcino, di cui rimane il palazzo e l'attigua pieve di San Fortunato.

### Simboli
Lo stemma del comune di Murlo è stato riconosciuto con decreto del capo del governo dell'8 febbraio 1937.
Il gonfalone è un drappo di porpora.

## Monumenti e luoghi d'interesse

### Architetture religiose

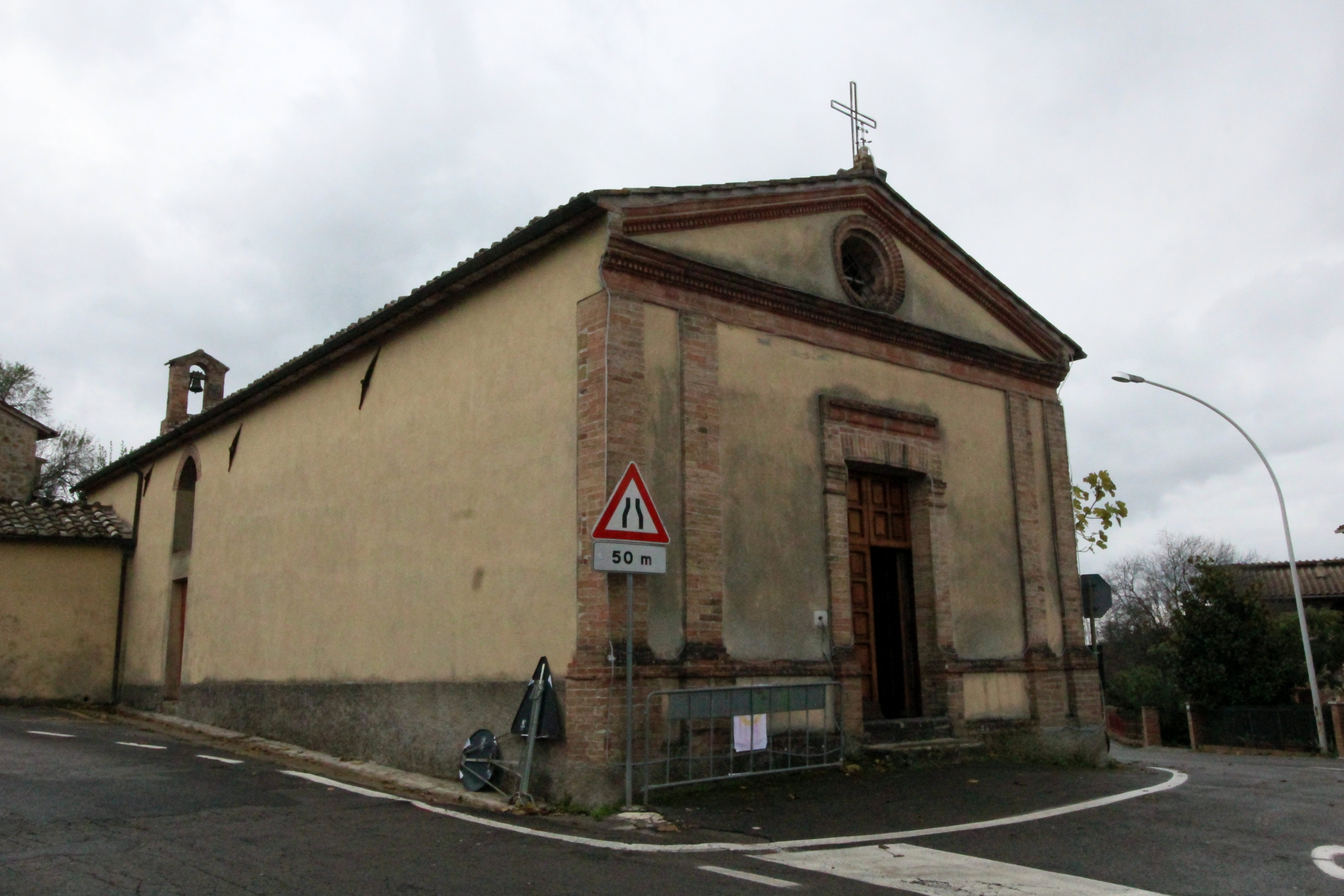
Cappella di Santa Maria a Piantasala

#### Chiese parrocchiali
- Pieve dei Santi Giusto e Clemente a Casciano
- Chiesa dei Santi Pietro e Paolo a Montepescini
- Chiesa di San Fortunato a Vescovado

#### Chiese minori
- Chiesa di San Fortunato a Murlo
- Chiesa dei Santi Vincenzo e Anastasio a Bagnaia
- Chiesa di San Giovanni Battista a Campriano
- Chiesa di Sant'Andrea a Frontignano
- Chiesa di San Donato a Vallerano
- Chiesa di San Biagio, in località Filetta
- Chiesa di San Michele Arcangelo, in località Formignano
- Chiesa di San Salvatore (o San Giusto), a San Giusto
- Chiesa dei Santi Nicolò e Giacomo, in località Macereto (scomparsa)
- Chiesa di Santa Margherita, in località Montorgiali (scomparsa)
- Chiesa di Sant'Anna, in località Resi

#### Pievi
- Pieve di Santa Cecilia a Crevole
- Pieve di San Michele Arcangelo a Montepertuso
- Pieve di Santa Maria a Carli, in località Pieve a Carli
- Pieve di Santa Maria a Coppiano di Montepescini, ruderi

#### Cappelle
- Cappella di San Nicola a Murlo
- Cappella di Santa Maria a Piantasala a Casciano
- Cappella di Santa Maria Assunta a La Befa
- Cappella della Madonna a Lupompesi
- Cappella della Natività di Maria a Vescovado di Murlo
- Cappella di San Bartolomeo, in località Palazzaccio (ruderi)
- Cappella di San Gerolamo, in località Pompana (scomparsa)
- Oratorio di San Leonardo, in località Tinoni
- Sacello di San Biagio, in località Montorgiali

#### Altri edifici sacri
- Eremo di Montespecchio

### Architetture civili
- Palazzo vescovile[8]

### Architetture militari
- Castello di Murlo
- Castello di Campriano
- Castello di Montepertuso
- Castello di Vallerano
- Castello della Fabbrichella
- Castel di Notte
- Rocca di Crevole
- Rocca Gonfienti

### Siti archeologici
- Poggio Civitate

## Società

### Evoluzione demografica
Abitanti censiti

### Etnie e minoranze straniere
Secondo i dati ISTAT al 31 dicembre 2009 la popolazione straniera residente era di 268 persone. Le nazionalità maggiormente rappresentate in base alla loro percentuale sul totale della popolazione residente erano:
- Serbia 53 2,20%
- Albania 33 1,37%

## Cultura

### Musei
All'interno del Palazzo Vescovile è ospitato il museo etrusco Antiquarium di Poggio Civitate.

### Cucina
Un prodotto tipico di Murlo è la Fagiola di Venanzio, una varietà di fagiolo locale riconosciuta dalla Regione Toscana tra quelle in via di estinzione e che Slowfood ha inserito tra i prodotti dell'Arca del Gusto.

## Geografia antropica
Il comune di Murlo può essere considerato per alcuni aspetti un comune sparso, in quanto il borgo che dà il nome al comune non è sede comunale, bensì lo è la frazione di Vescovado. Il borgo di Murlo (317 m s.l.m., 23 abitanti) è perlopiù un centro turistico per la presenza delle mura medievali, il museo e la cattedrale; tutte le attività comunali si svolgono invece nelle frazioni di Vescovado, dove si trova il municipio, e di Casciano, le due frazioni più popolose.

### Frazioni
- Bagnaia (246 m s.l.m., 16 ab.)[11]
- Casciano (452 m s.l.m., 922 ab.)[10]
- La Befa (151 m s.l.m., 34 ab.)[10]
- Montepescini (256 m s.l.m., 16 ab.)[10]
- Vallerano (390 m s.l.m.)
- Vescovado (294 m s.l.m., 821 ab.)[10]

### Altre località del territorio
Altre località minori del territorio sono Aiello, Belcano, Campeccioli, Campolungo, Campriano, Casanova, Crevole, Cucculeggia, Filetta, Fontazzi, Formignano, Frontignano, Gonfienti, Lupompesi, Macereto, Miniere di Murlo, Mocale, Montepertuso, Montorgiali, Olivello, Pacanino, Palazzaccio, Piantasala, Pieve a Carli, Poggiobrucoli, Poggiolodoli, Pompana, Resi, San Giusto, Santo Stefano, Tinoni.

## Economia
Fonte di sostentamento del territorio è l'agricoltura, la pastorizia, la produzione di olio e di vino; in forte ascesa è il turismo che fa registrare ogni anno migliaia di presenze fra le molte strutture ricettive del comune. Sviluppate sono le attività della caccia e della pesca, e la ricerca del tartufo bianco.
Il comune è Bandiera arancione del Touring Club Italiano.

## Infrastrutture e trasporti

### Strade
- Strada statale 223 di Paganico
- Strada europea E78
- Strada Provinciale 33 della Rocca di Crevole

### Ferrovie
- Stazione di Murlo
- Ferrovia Siena-Grosseto

## Amministrazione
Di seguito è presentata una tabella relativa alle amministrazioni che si sono succedute in questo comune.
| Periodo        | Periodo        | Primo cittadino   | Partito                                                        | Carica              | Note   |
| -------------- | -------------- | ----------------- | -------------------------------------------------------------- | ------------------- | ------ |
| 9 luglio 1985  | 29 giugno 1990 | Romualdo Fracassi | Partito Comunista Italiano                                     | Sindaco             | [ 12 ] |
| 29 giugno 1990 | 24 aprile 1995 | Alessio Manetti   | Partito Democratico della Sinistra, Partito Comunista Italiano | Sindaco             | [ 12 ] |
| 24 aprile 1995 | 14 giugno 1999 | Alessio Manetti   | lista civica                                                   | Sindaco             | [ 12 ] |
| 14 giugno 1999 | 20 aprile 2004 | Alessio Manetti   | lista civica                                                   | Sindaco             | [ 12 ] |
| 20 aprile 2004 | 10 giugno 2004 | Antonio Tedeschi  |                                                                | Comm. pref.         | [ 12 ] |
| 10 giugno 2004 | 14 giugno 2004 | Mario Murlo       |                                                                | Comm. straordinario | [ 12 ] |
| 14 giugno 2004 | 8 giugno 2009  | Antonio Loia      | centro-sinistra                                                | Sindaco             | [ 12 ] |
| 8 giugno 2009  | 26 maggio 2014 | Antonio Loia      | centro-sinistra                                                | Sindaco             | [ 12 ] |
| 26 maggio 2014 | 27 maggio 2019 | Fabiola Parenti   | centro-sinistra Per Murlo                                      | Sindaco             | [ 12 ] |
| 27 maggio 2019 | in carica      | Davide Ricci      | lista civica                                                   | Sindaco             | [ 12 ] |

Tra gli altri amministratori locali della città c'è da ricordare in epoca fascista Hector Bayon, ingegnere che da giovane fu pioniere dello sport a Napoli, giocatore delle locali squadre di calcio, Naples ed Internazionale Napoli, nonché giornalista sportivo.

### Gemellaggi
- Giberville, dal 2006[13]